# Балдонадо, Джой
Джой Р. Балдонадо (англ. Joe R. Baldonado; 28 августа 1930 — 25 ноября 1950) — капрал армии США, ветеран Корейской войны, награждён высочайшей военной наградой США медалью Почёта.
Родился в штате Колорадо 28 августа 1930, во время Корейской войны вступил в ряды лёгкой пехоты (парашютистов) армии США. Погиб в бою, за участие в которым был посмертно награждён медалью Почёта. У него остался брат Чарльз, жена Тереза и две дочери Люп и Жозефина.
25 ноября 1950 взвод, в котором Балдонадо служил пулемётчиком, занимал высоту 171 близ Кандона, Корея. Неприятель попытался атакой захватить американскую позицию . Балдонадо вышел на открытое место и раз за разом отражал вражеские атаки, даже когда они были направлены непосредственно на его позицию. В ходе последнего вражеского наступления, рядом с пулемётом Балдонадо разорвалась граната, убив его на месте.
18 марта 2014 года Чарльз Балдонадо получил медаль от лица погибшего брата на церемонии в Белом доме.
Балдонадо был награждён согласно акту об авторизации сил обороны, который предусматривал пересмотр подвигов ветеранов еврейского и латиноамериканского происхождения второй мировой, корейской и вьетнамской войн с целью показать отсутствие предрассудков в отношении тех, кто заслуживал медаль Почёта.

### Наградная запись к медали Почёта

Чарльз Балдонадо получает медаль от лица погибшего брата на церемонии в Белом доме, 18 марта 2014 года.

Президент Соединённых штатов Америки уполномоченный актом Конгресса от 9 июля 1918 года (с поправками от 25 июля 1963 года) берёт на себя честь вручить медаль Почёта (посмертно)
Джою Р. Балдонадо

Армия США
За выдающуюся храбрость и отвагу, проявленные с риском для жизни при исполнении служебного долга и за его пределами на посту первого номера пулемётного расчёта третьего отделения второго взвода роты В 187-го парашютного пехотного полка в ходе боевых действий против вооружённого противника в Кандоне, Корея 25 ноября 1950 года. Утром этого дня противник предпринял сильную атаку в попытке захватить высоту, которую удерживал капрал Балдонадо со своей ротой. Отражая вражескую атаку взвод израсходовал большую часть своего боезапаса и командир взвода решил передать оборону третьему взводу, снабдив его боеприпасами. Времени окапываться уже не было поскольку враг уже приблизился и находился в 25 ярдах от позиции взвода. Капрал Балдонадо разместил своё орудие на открытой местности и обрушил испепеляющий поток огня на наступающего противника, заставив его беспорядочно отступить назад. Затем противник сконцентрировал огонь на позиции капрала Балдонадо, пытаясь подавить его пулемёт, высылая небольшие группы, которые бросали ручные гранаты. Несколько раз гранаты разрывались весьма близко от капрала Балдонадо, но он не прекращал вести огонь.  Неприятель пытался штурмовать его позицию, но каждый раз откатывался назад с ужасающими потерями. В итоге противник отступил сделав последнюю попытку атаки на позицию капрала Балдонадо, в ходе которой граната приземлилась близ его орудия и убила его на месте. Исключительный героизм проявленный капралом Балдонадо, его  самоотверженность, стоившая ему жизни при исполнении служебного долга и за его пределами поддержали высочайшие традиции военной службы и принесли высокую честь ему, его части и армии США.
Оригинальный текст (англ.)
The President of the United States of America, authorized by Act of Congress, July 9, 1918 (amended by act of July 25, 1963), takes pride in presenting the Medal of Honor (posthumously) to:
JOE R. BALDONADO

United States Army 
For conspicuous gallantry and intrepidity at the risk of his life above and beyond the call of duty:
Corporal Joe R. Baldonado distinguished himself by acts of gallantry and intrepidity above and beyond the call of duty while serving as an acting machinegunner in 3d Squad, 2d Platoon, Company B, 187th Airborne Infantry Regiment during combat operations against an armed enemy in Kangdong, Korea on November 25, 1950. On that morning, the enemy launched a strong attack in an effort to seize the hill occupied by Corporal Baldonado and his company. The platoon had expended most of its ammunition in repelling the enemy attack and the platoon leader decided to commit his 3d Squad, with its supply of ammunition, in the defensive action. Since there was no time to dig in because of the proximity of the enemy, who had advanced to within twenty-five yards of the platoon position, Corporal Baldonado emplaced his weapon in an exposed position and delivered a withering stream of fire on the advancing enemy, causing them to fall back in disorder. The enemy then concentrated all their fire on Corporal Baldonado’s gun and attempted to knock it out by rushing the position in small groups and hurling hand grenades. Several times, grenades exploded extremely close to Corporal Baldonado but failed to interrupt his continuous firing. The hostile troops made repeated attempts to storm his position and were driven back each time with appalling casualties. The enemy finally withdrew after making a final assault on Corporal Baldonado’s position during which a grenade landed near his gun, killing him instantly. Corporal Baldonado’s extraordinary heroism and selflessness at the cost of his own life, above and beyond the call of duty, are in keeping with the highest traditions of military service and reflect great credit upon himself, his unit and the United States Army.

## Другие награды и знаки поощрения
Кроме медали Почёта Балдонадо также получил:
- Медаль «Пурпурное сердце»
- Медаль за службу национальной обороне
- Медаль за службу в Корее
- Знак боевого пехотинца
- Медаль «За службу ООН в Корее» (ООН)
- Медаль за военную службу (Южная Корея)